# Lathyrus pannonicus
Gesse de Pannonie
Espèce
Lathyrus pannonicus, en français Gesse de Pannonie, est une espèce de plantes à fleurs de la famille des Fabaceae et du genre Lathyrus. C'est une plante vivace originaire d'Europe et d'Asie centrale.

## Description

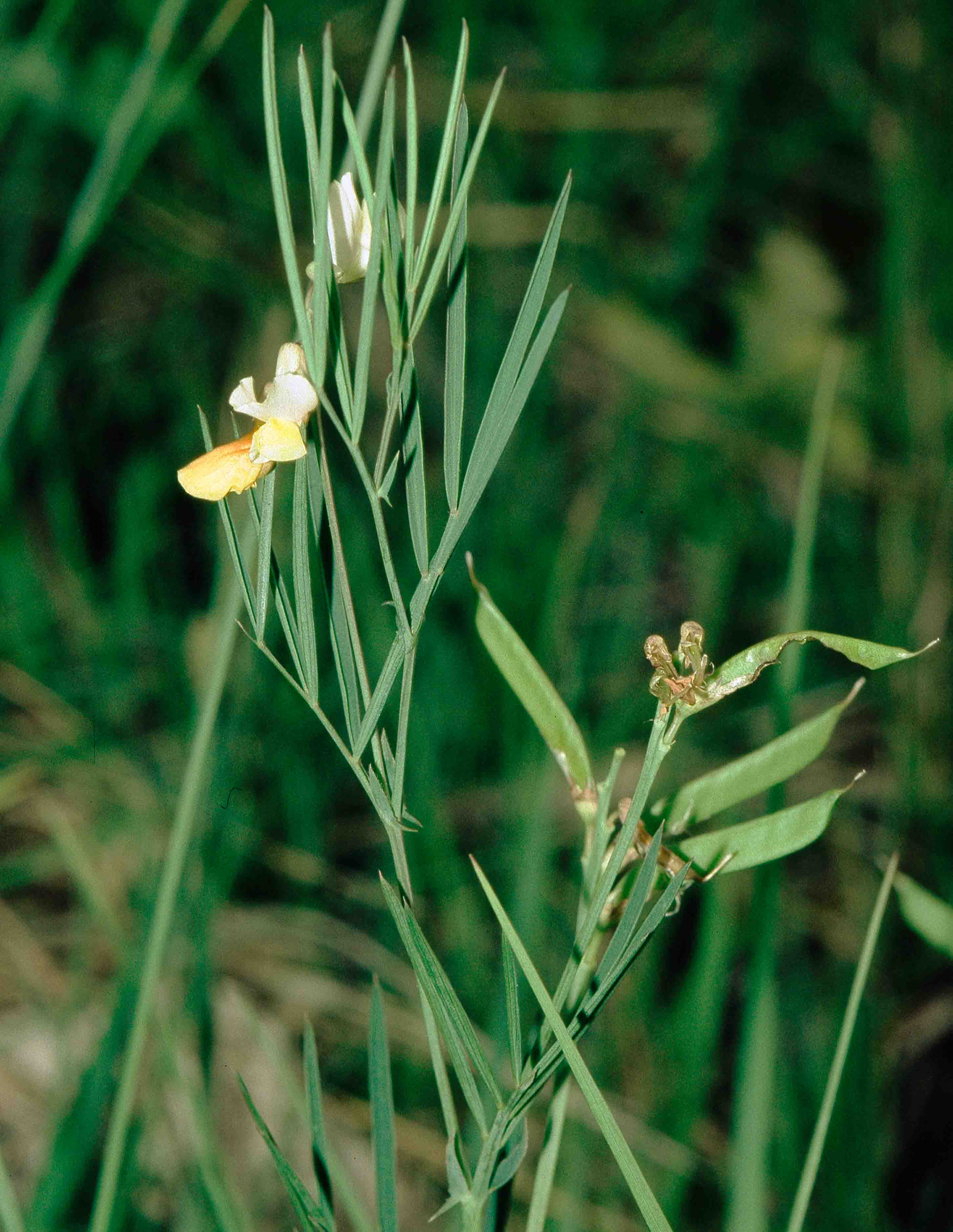
Aspect général (tiges, feuilles, fleurs et gousses).

### Appareil végétatif
C'est une plante vivace, de 15 à 50 cm, glabre, d'un vert gai. Les racines sont pourvues de tubercules fusiformes fasciculés sur environ 10 cm de long. La tige est couchée à dressée, anguleuse, plus ou moins ailée. Les feuilles sont ascendantes, vert grisâtre, un peu glauques en dessous, terminées par un mucron, à 1–4 paires de folioles linéaires à oblongues-lancéolées ; les stipules mesurent 1–2 cm, linéaires-lancéolées semi-sagittées plus courtes que le pétiole.

### Appareil reproducteur

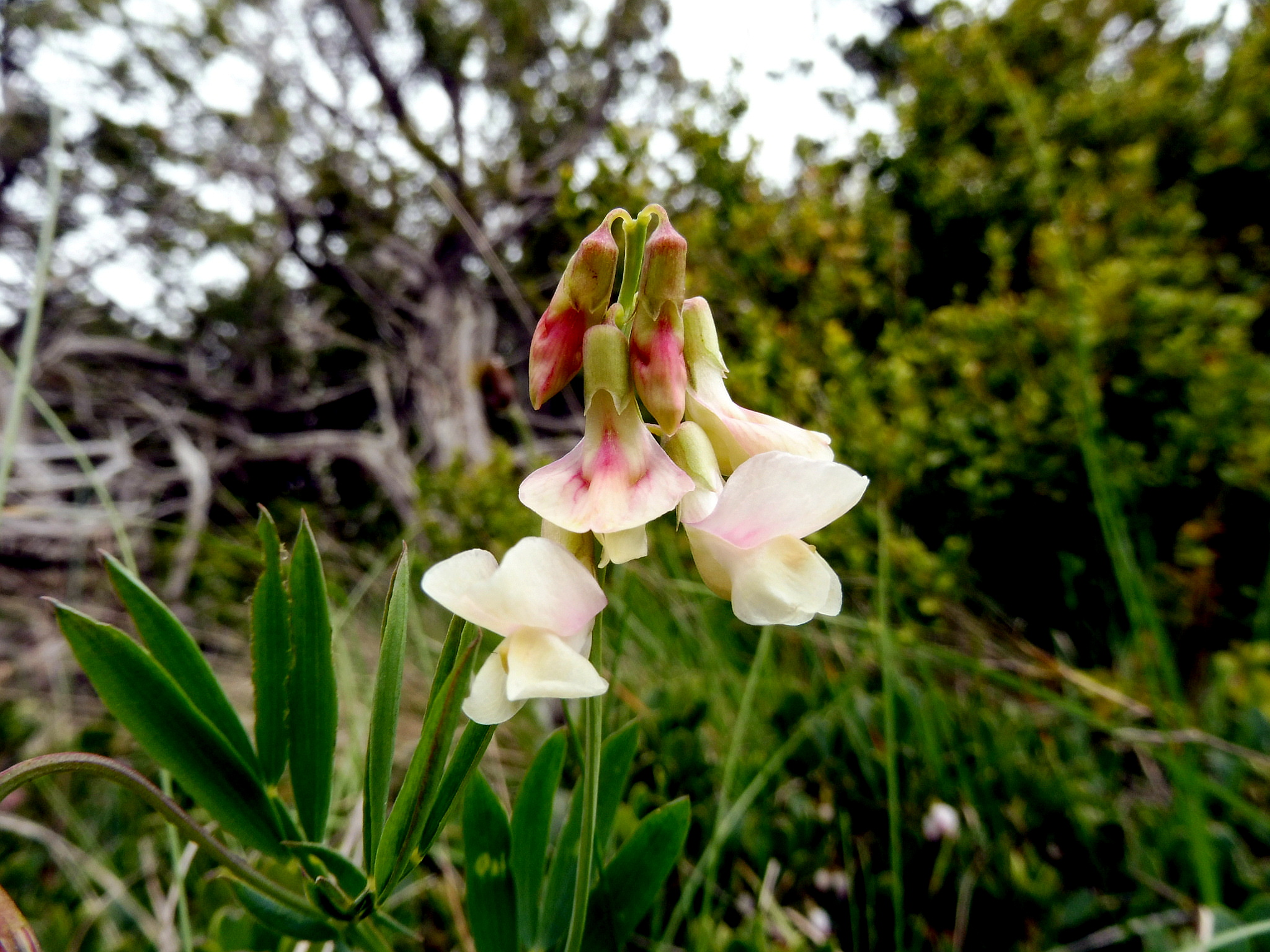
Fleurs.

L'inflorescence est en grappe de 3 à 9 fleurs sur un pédoncule deux fois plus long que la feuille ; le calice est glabre ou cilié sur la marge, à dents inégales ; la corolle mesure 12–20 mm, est zygomorphe, papilionacée, d'un blanc plus ou moins jaunâtre ; le style est linéaire, non dilaté au sommet. Le fruit est une gousse d'environ 4 cm de long, glabre, linéaire, un peu veinée, fauve à la maturité, à 12 à 20 graines ovales, tronquées à chaque extrémité, lisses, brunes. La floraison a lieu de mai à juillet.

## Habitat et écologie
Hémicryptophyte, elle peut former de vastes et denses populations quand elle se trouve dans de bonnes conditions environnementales. C'est une espèce héliophile qui se rencontre aux étages collinéen et montagnard. De grande amplitude écologique, L. pannonicus est présent dans les lisières sèches comme dans les prairies humides.

## Répartition
La Gesse de Pannonie a pour aire de répartition l'Europe sud-occidentale, centrale et orientale et l'Asie centrale. L. pannonicus subsp. asphodeloides occupe la partie occidentale de l'aire totale de l'espèce. En France, l'espèce est peu répandue, on la trouve dans le Midi, les Hautes-Alpes, l'Ouest, le Puy-de-Dôme et le Bassin parisien. On distingue essentiellement L. pannonicus subsp. asphodeloides, qui semble être, en France, la seule représentée du genre.

## Menaces et conservation
Depuis 150 ans, l'espèce a régressé un peu partout (fortement dans la Sarthe), et même si cette régression n'atteint pas des proportions catastrophiques, les populations marginales sont parfois dans une situation inquiétante. En Lorraine où elle était rare jadis, elle semble aujourd'hui avoir disparu. L'espèce est surtout menacée par la suppression des prairies au profit de cultures annuelles intensives, les aménagements fonciers, mais aussi par l'évolution naturelle de la végétation, et la densification du couvert végétal du fait de l'abandon du pâturage extensif. L'espèce est classée « en danger critique d'extinction » (CR) en Lorraine et « en danger » (EN) en Aquitaine, Bourgogne, Centre-Val-de-Loire et Rhône-Alpes.

## Taxonomie

### Synonymes
Lathyrus pannonicus a pour synonymes :
- Orobus albus L.f.[4]
- Orobus albus auct. non L.f., 1782[3]
- Oroba pannonica (Jacq.) Medik., 1787[3]
- Orobus pannonicus Jacq., 1762[1],[3]
- Lathyrus albus (L.f.) Kitt.[4]
- Lathyrus albus sensu H.J.Coste, 1901 non Kitt., 1844[3]
- Lathyrus pannonicus (Jacq.) Garcke, 1863 subsp. pannonicus[3]
- Pisum pannonicum (Jacq.) E.H.L.Krause[1]

### Sous-espèces

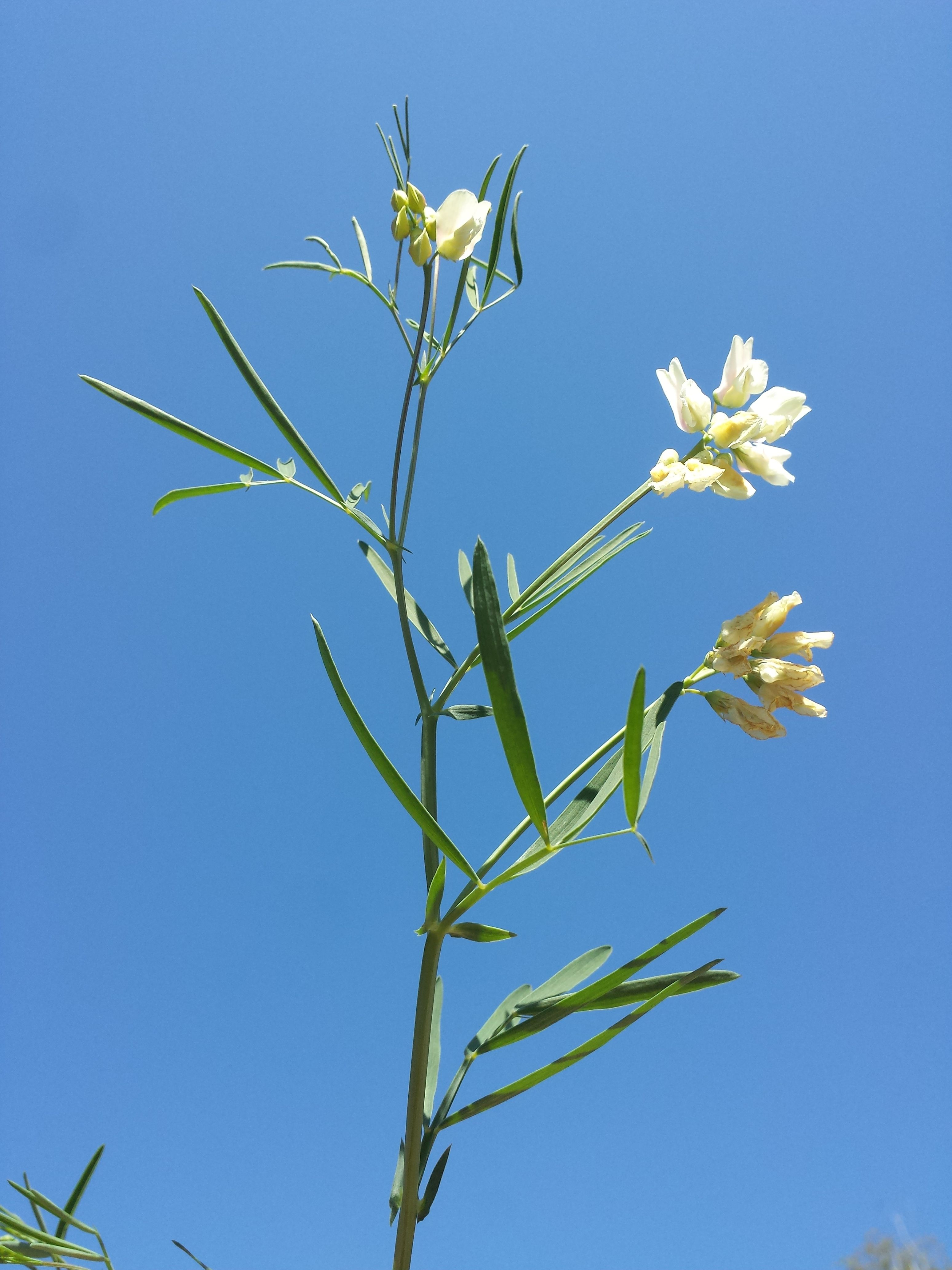
Lathyrus pannonicus subsp. collinus.

Lathyrus pannonicus a six sous-espèces selon Catalogue of Life (11 décembre 2020) :
- Lathyrus pannonicus subsp. asphodeloides (Gouan) Bassler
- Lathyrus pannonicus subsp. collinus (J.Ortmann) Soo
- Lathyrus pannonicus subsp. hispanicus (Lacaita) Bassler
- Lathyrus pannonicus subsp. multijugus (Ledeb.) Bassler
- Lathyrus pannonicus subsp. pannonicus
- Lathyrus pannonicus subsp. varius (Hill) P.W.Ball